# Милърсбърг (град, Орегон)
Милърсбърг (на английски: Millersburg) е град в окръг Лин, щата Орегон, САЩ. Милърсбърг е с население от 651 жители (2000) и обща площ от 12,2 km². Намира се на 71,6 m надморска височина.